# 21428 Junehokim
A 21428 Junehokim (ideiglenes jelöléssel 1998 FR103) a Naprendszer kisbolygóövében található aszteroida. A LINEAR projekt keretében fedezték fel 1998. március 31-én.